# Mycophycias
Mycophycias is een monotypisch geslacht van schimmels dat behoort tot de familie Mycosphaerellaceae. 